# ستيوارت كينيدي
ستيوارت كينيدي (بالإنجليزية: Stuart Kennedy)‏ (مواليد 31 مايو 1953) هو لاعب كرة قدم. يلعب مع منتخب إسكتلندا لكرة القدم. سبق له أن لعب في كأس العالم لكرة القدم مع منتخب بلاده.

## مسيرته الكروية
لعب ستيوارت كينيدي خلال مسيرته الاحترافية مع ناديين في اثنا عشر موسمًا وسجل خلالها 4 أهداف ضمن 330 مباراة. حيث فاز في موسمين بالكأس وفي موسم واحد بالدوري.
خاض ستيوارت كينيدي مسيرته مع نادي فالكيرك في موسم 1971–72 ليلعب معه خمسة مواسم، مشاركًا في 107 مباراة سجل خلالها هدفًا واحدًا. ثم انتقل إلى نادي أبردين في موسم 1976–77 ليلعب معه سبعة مواسم، حيث شارك في 223 مباراة سجل خلالها 3 أهداف.

## روابط خارجية
- ستيوارت كينيدي على موقع الاتحاد الدولي (مؤرشف)  (الإنجليزية)
- ستيوارت كينيدي على موقع الاتحاد الإسكتلندي (الإنجليزية)
- ستيوارت كينيدي على موقع قاعدة بيانات كرة القدم.إي يو (الإنجليزية)
- ستيوارت كينيدي على موقع ناشيونال فوتبول تيمز (الإنجليزية)